# Wyspy Brytyjskie
Wyspy Brytyjskie (ang. British Isles, irl. Éire agus an Bhreatain Mhór, wal. Ynysoedd Prydain; 2) – megaregion fizycznogeograficzny Europy Zachodniej. Grupa wysp w północno-wschodniej części Atlantyku, położona na północny zachód od kontynentalnej Europy, oddzielona od niej kanałem La Manche i Cieśniną Kaletańską. W skład megaregionu Wyspy Brytyjskie wchodzą dwie prowincje: Irlandia (21) i Wielka Brytania (22).
Wyspy Brytyjskie obejmują dwie główne wyspy: Wielką Brytanię (209 331 km²) i Irlandię (84 406 km²) oraz ponad pięć tysięcy mniejszych wysp, wśród których największe i najbardziej znane to Hebrydy (7 555 km²), Szetlandy (1 466 km²), Orkady (975 km²), Anglesey (714 km²), Man (572 km²), Arran (427 km²), Wight (381 km²), Bute (122,2 km²) oraz Wyspy Scilly (16,3 km²). Łączna powierzchnia Wysp Brytyjskich wynosi 315 134 km².
Wyspy Brytyjskie leżą w całości na europejskim bloku kontynentalnym, od którego zostały oddzielone przez płytkie morza epikontynentalne dopiero w czwartorzędzie. Leżą w strefie fałdowań kaledońskich (Szkocja, Walia, północna Irlandia) i hercyńskich (Anglia, południowa Irlandia). Po uprzednim zrównaniu górotwory kaledońskie i hercyńskie w okresie fałdowań alpejskich zostały pocięte uskokami, zdyslokowane, przekształcone w zręby i zapadliskowe obniżenia.
Klimat Wysp Brytyjskich jest umiarkowany morski, kształtuje się pod przemożnym wpływem Oceanu Atlantyckiego, a szczególnie Prądu Zatokowego.
Wyspy Brytyjskie należą obecnie do dwóch państw: Irlandii i Wielkiej Brytanii. Położona na Morzu Irlandzkim wyspa Man posiada odrębny status polityczny i prawnie nie jest częścią Zjednoczonego Królestwa Wielkiej Brytanii i Irlandii Północnej ani Unii Europejskiej (zobacz: Ustrój polityczny Wyspy Man)
| Wyspy Brytyjskie (liczbami oznaczono mniejsze wyspy: 1 – Arran, 2 – Anglesey, 3 – Wight, 4 – Scilly) |
| |
| |